# ポケモン不思議のダンジョン 冒険団シリーズ
- ポケットモンスター > ポケモン不思議のダンジョンシリーズ > ポケモン不思議のダンジョン 冒険団シリーズ
- 不思議のダンジョンシリーズ > ポケモン不思議のダンジョンシリーズ > ポケモン不思議のダンジョン 冒険団シリーズ

ポケモン不思議のダンジョン 冒険団シリーズ（ポケモンふしぎのダンジョン ぼうけんだんシリーズ）は2009年8月4日に配信が開始されたWiiウェア『ポケモン不思議のダンジョン すすめ!炎の冒険団』、『ポケモン不思議のダンジョン いくぞ!嵐の冒険団』、『ポケモン不思議のダンジョン めざせ!光の冒険団』の3つのソフトによるシリーズ。『ポケモン不思議のダンジョン』シリーズの3作目であり、シリーズ初の据え置き型ゲーム機での作品である。

## 概要
多くの要素は前作である『空の探検隊』から引き継がれており、「ポケモン達から受けた様々な依頼をダンジョンに潜ってこなしていく」「ダンジョンで倒した野生ポケモンが仲間になることがある」といったこれまでの内容も継続しているが、本作独自の要素や変更点も存在する。
グラフィック面ではポケモンやフィールドなどが3Dポリゴン表示になった。ポケモン達の3Dモデルはデフォルメされたデザインになっており、有限会社アンブレラの協力により『みんなのポケモン牧場』や『乱戦!ポケモンスクランブル』で使用されたものが流用されている。
ストーリー面では、過去作のような「元人間の主人公がパートナーと共に冒険に出る」といったシリアスな要素は本作には無く、ポケモン達が暮らす平和な村で起こる小さな事件や騒動を、「冒険団」を結成したポケモン達が解決していくという穏やかな内容になっている。このため、本作には特定の主人公やパートナーは存在しない（強いて言えば「冒険団」そのものが主人公となる）。大まかなストーリー内容は3バージョン共通だが、拠点となる村や登場ポケモン、ダンジョンなどがそれぞれ異なる。
システム面では主に次のような違いがある。
- 新要素「ポケモンタワー」の追加
- 「わざの連結」システムの廃止
- ダンジョン内での「進化」が可能

特にポケモンタワーやダンジョン内進化は敵ポケモンも行ってくるため、前作までに比較して難易度が大幅に引き上げられており、有効な攻略法が変化している。携帯ハード版におけるバージョン間の違いは出現するポケモン・出現率・入手できるアイテムの3つであったが、今作での炎・嵐・光のバージョン間では携帯ハードの内容に加えて、拠点となる村・行くことができるダンジョン・最初から選べるポケモンの種類・依頼などの点が増えている。
また、携帯ハード版ではセーブデータはソフト1本あたり1つまでしか保存できなかったが、今作では3バージョン共通のセーブデータを4つ保存できるようになった。ゲームの進行状況はバージョンごとに記録されるが、仲間になったポケモン・預けたお金とアイテムはバージョン間をまたいで使用することができる。仲間に出来るポケモンと倉庫に預けられるアイテムの数は1つのセーブデータに記録したバージョン数に応じて増加するようになっている。ただし、セーブデータの消去を行う際には共有しているバージョン全ての消去となるため、特定のバージョンの進行状況を残す形での消去はできない。
コントローラはWiiリモコン＋ヌンチャク・クラシックコントローラ（PROも含む）・ゲームキューブコントローラの3つに加えて、ニンテンドーDSシリーズ本体があればDSダウンロードプレイを通じてニンテンドーDSにデータをダウンロードすれば、ニンテンドーDSをコントローラとして用いて、従来の携帯ハードと同様の操作でプレイ可能である。
『ポケットモンスター ダイヤモンド・パール・プラチナ』までの493種のポケモンが全て登場し仲間にすることが可能だったが、そのうちいくつかは期間限定の配信イベントとなっていたため、一部は既に終了している。
なお『ポケモン不思議のダンジョン』シリーズでは、チュンソフト名義で開発された最後の作品である（次作『マグナゲートと∞迷宮』からはスパイク・チュンソフト名義）。

## システム

### ポケモンタワー
ある程度ストーリーを進めると使えるようになる。ダンジョン内にある窪み「のっかりあな」にリーダーが入ったり、アイテム「あつまれだま」を使うとリーダーの上にパーティーメンバーが組体操のように積み重なり、まとめて1組（1マス分）扱いとなって移動できるようになる（最大で4段重ねが可能）。この状態では、HPは乗っかったポケモン全員の値の合計になり、技を使う際にはタワーのポケモン全員が連続して各々の技を一度に放つことができる。この際、初段のリーダーの技は通常通りPPを消費するが、その後に連続で放たれるメンバーの技はPPを消費せずに使うことができる（メンバーの技は使わないことも可能）。ポケモンタワーは任意に解除することができる他、大ダメージを受ける、飛び道具（石、枝、棘など）のアイテムを受ける、一部の天候に変化する、一部の罠に引っかかる、などの要因でタワーのバランスが崩れると自動で解除され、乗っていたポケモンが下に落ちてしまう。
また、ストーリークリア後にいけるダンジョンでは逆にリーダーがパーティーメンバーの上に乗っかることができる「のっかりだい」も登場する。こちらは乗っかった後の移動はパーティーメンバーに指示して行う。
敵ポケモンもタワーを使用してくるが、こちらは初めからタワーを組んで登場する。また、味方ポケモンの場合も「にげあし」状態など特殊状況では自動で味方に乗っかってタワーを組む場合がある。
乗っかれるポケモンは体の大きさ（星の数）で決まり、同じ星の数のポケモン同士では上に1体しか乗せることができず、自分より大きいポケモンは上に乗せられない。なお、前作までは体の大きさによるダンジョン入場制限があったが、本作ではこの制限は撤廃されている。
ポケモンタワーの導入に伴い、前作まで存在したポケモン単独による技同士の連結は廃止されている。そのため、今作ではポケモンタワーを利用して複数のポケモンによる連続攻撃を行うことが大きな鍵となる。

### ダンジョン内進化
本作では進化するための施設は用意されておらず、ダンジョン内でレベルアップをしたり、進化条件を満たしたりすることでポケモンがその場で直接進化できるようになっている。
また、仲間を敵ポケモンに倒されてしまったり、敵ポケモンが同士討ちをしたりなどが発生すると、敵ポケモンもダンジョン内で進化が起こる。こちらは味方ポケモンよりも進化条件が緩く、『風来のシレン』等における敵のレベルアップに近い仕様になっている。

## 登場ポケモン
☆マークはこのシリーズが元ネタで、ポケモン超不思議のダンジョンに関わりがあるもの。
ポケモン冒険団
遭難したツボツボの救出に名乗り出て、その活躍をヤドキングに見込まれて冒険団を結成することとなったポケモン達。
冒険団の名前はゲーム開始時に決定する（デフォルト名は「ポケモンズ」）が、ゲーム中ではその名前が「ヤドキング長老がなぜかずっと頭から離れなかった名前」として名付けられる。
過去作とは違い特定の主人公やパートナーが固定される訳ではなく、初期メンバーから自由にリーダーと同行者を選択する（ただし、初期メンバーの性別はゲーム開始時にランダムに決められている）。ゲーム開始時のツボツボの救出時のみ最初に選んだ2匹でしか行動できないが、その後は残りを加えた仲間全員や冒険中に仲間になったメンバーから4匹まで選んで行動できるようになり、リーダーとなるポケモンも任意に変更できる。
最初に選んだポケモン2匹は選択時に一度だけ名前が変更でき、それ以外のメンバーは「なまえがえ」コマンドで一度だけ変更できる。
バージョンによって初期メンバーとして選べるポケモンが異なり、それぞれは下記のようにそのタイトルからイメージされるタイプや色のポケモンが登場する。また、別バージョンとのセーブデータを共有することで、別バージョンに登場するポケモンも選べるようになる。
- 炎の冒険団
  - ヒトカゲ、ヒノアラシ、アチャモ、ヒコザル、ロコン、ガーディ、イーブイ、ヒメグマ、ミミロル

- 嵐の冒険団
  - ゼニガメ、ワニノコ、ミズゴロウ、ポッチャマ、ウパー、ルリリ、ゴマゾウ、リオル、ソーナノ

- 光の冒険団
  - ピチュー、ピカチュウ、コリンク、パチリス、エレキッド、メリープ、コダック、トゲピー、ニャース

☆ヤドキング
ポケモンビレッジ（炎）、ポケモンビーチ（嵐）、ポケモンガーデン（光）の長老。
村の平和と住民達を愛する、温厚で心優しいポケモン。主人公とパートナーの活躍を見込んで、冒険団を結成させた。
更に主人公達に自ら体を張りポケモンタワーを伝授した。他にもストーリー上の語り手（ナレーション）となっていることが多い。
ツボツボ
村の子供で、ココドラとウリムーの友達。
とても美味しい食べ物があると言う噂を聞いて、最初のダンジョンで遭難してしまう。
そこで主人公とパートナーに救助されて以来、彼らを応援するようになる。
三匹の友達の中でも食いしん坊らしい。
ココドラ＆ウリムー
村の子供達で、ツボツボの友達。
ツボツボが最初のダンジョンで行方不明になった事をヤドキングに伝え、駆け付けた。
カモネギ
村の情報通。
あらゆる情報を入手するとじっとしていられず、興奮してしまうタイプ。そのため、WiiConnect24を設定すると、珍しいポケモンの出現情報を伝えてくれる。
炎のニューラ、嵐のフローゼル、または光のブーピッグとは噛み合わないほど喧嘩する事が多いが、実際は仲が良い。
ニューラ、フローゼル、ブーピッグ
村に住んでいる住民だが、炎の場合はニューラ、嵐の場合はフローゼル、光の場合はブーピッグとなっている。
カモネギと一緒にいる事が多く、彼の情報通な印象に理解出来ない上、噛み合わないほど喧嘩する事があるが、実際は仲が良い。
口調からにしては、雌だと思われる。
ドンメル、ナエトル、ニャルマー
村の住民だが、炎の場合はドンメル、嵐の場合はナエトル、光の場合はニャルマーとなっている。
主人公達とは別に冒険団としての活動をしているが、のんびり屋であるためかなかなか依頼をこなせていない。
キリンリキ
村の住民。
敬語で話す、優しい性格の持ち主。
チコリータ
村の住民。
口調から雌と思われる。コラッタと一緒にいる事が多い。
コラッタ
村の住民。
進化の事に興味津々である。チコリータと一緒にいる事が多い。
ビーダル
村の住民。
敬語で話すが、平和な日常に過ごしているために居眠りも少々する。
ケンタロス
村の住民。
多少荒い口調で話すが、根はいい方。
ゴンベ
村の住民。
食べる事が大好きで、常に居眠りしている。
ニョロトノ
村の住民。
表では素直で優しく、敬語で話しているが、内心ではタメ口で話す裏表のある性格。
☆カクレオン
シリーズお馴染みのカクレオン商店でアイテムの売買を営んでいる。今回は色違いのカクレオンは登場しない。
過去シリーズ同様ダンジョン内でもお店を開いており、もちろん万引きすると途轍もない強さで襲い掛かって来る。
☆ガルーラ
シリーズお馴染みのガルーラおばちゃんの倉庫を経営しているポケモン。
持ちきれないアイテムを無料で預かってくれる。
ヨマワル
前作でも登場したヨマワル銀行を経営しているポケモン。
お金の預けたり引き出したりする事が出来る。
『ウヒヒ』と言う不気味な口癖を持っているが、何よりも明るい方を好むタイプ。
☆トリトドン夫妻
新施設トリトドンショップを経営している夫婦。ピンクの方は妻で、青い方は夫である。
妻の方はわざマシンとふしぎだまの購入・売却が出来る。
夫の方は前作のネイティオ鑑定所同様、宝箱を鑑定してくれるが、いつも妻トリトドンからの応援に助けられるまで中身が分からずにいる。
夫婦仲が非常に良い。
ケッキング
新施設ケッキングの気合屋を経営している、世にも珍しいやる気満々なケッキング。
『おきてますかぁーーーーーーーーーーーーーー！？』と言う気合の入った口癖を持ち、過去シリーズの連結店のように忘れた技を再び覚えさせる事が出来る。
フリーザー
サンダー
ファイヤー
ミュウツー
ミュウ
ライコウ
エンテイ
スイクン
ホウオウ
セレビィ
レジロック
伝説のポケモンの一種。片仮名で喋る。
レジアイス
伝説のポケモンの一種。片仮名で喋る。
レジスチル
伝説のポケモンの一種。片仮名で喋る。
ラティアス
ラティオス
カイオーガ
グラードン
レックウザ
ジラーチ
デオキシス
ユクシー
エムリット
アグノム
ディアルガ
パルキア
ヒードラン
レジギガス
ギラティナ
クレセリア
フィオネ
マナフィ
ダークライ
シェイミ
アルセウス
挑戦状による依頼をこなすと仲間になる。

## 世界観
本作の舞台は、ポケモンだけが暮らす世界である。

## 用語
冒険団
ポケモン達が暮らす平和な村で起こる小さな事件や騒動を解決するためにポケモン達が組んだチームのことで本作の主人公である。
ポケモンタワー
この地方に代々伝わる秘技のことでポケモンの上にポケモンが乗っかる形になる。
この状態だとポケモンが連続して技を出すことができさらにHPは乗っかったポケモン全員の値の合計になる。PPも上のポケモンは消費せずに済む。
しかし、この状態での受けるダメージは土台のポケモンの防御と特防に比例するため土台のポケモンが非常に重要になる。
敵ポケモンの場合は最初からタワーを組んでおり土台のポケモンが技を出せなくても上のポケモンが技を出すことができるが上のポケモンも全員PPを消費する。
クリア後のダンジョンに登場するのっかりだいを使えば仲間の上に乗ることもできるがこの場合の移動は自分で制御できずに敵ポケモンの場合と同じく上のポケモンもPPを消費するが、土台のポケモンが動けなくても技を使えるという利点がある。
とびっきりチョコ
チョコレートやま（炎）、チョコレートじま（嵐）、チョコレートづか（光）の頂上にあるとっても甘く口の中でふわっととろける食感のとてもおいしいチョコレートのこと。
しかし、冒険団が取りに行った後村では争奪戦になり村のポケモン達の仲が悪くなってしまった。
おもいやりクッキー
たからだにへのみち（炎）、たからやまへのみち（嵐）、たからじまへのみち（光）の最深部にあるおいしいクッキーのことでクッキーを譲り合う事によって村のみんなを仲直りさせる力を持つ。
とびっきりチョコの騒動で村の仲が悪くなっているなか冒険団が取りに行ったので村のポケモンに譲り合いの精神が生まれ村のポケモン達も仲直りした。